# Susan Faludi
Susan Charlotte Faludi, född 18 april 1959 i Queens i New York, är en amerikansk feministisk författare och journalist. Hon är utbildad på Harvard University och hon vann ett Pulitzerpris 1991 då hon arbetade vid Wall Street Journal. Hennes bok Backlash: Kriget mot kvinnorna fick National Book Critics Circle Award for Nonfiction 1992 och låg på bästsäljarlistan i The New York Times i ett halvår. Den sålde i stora upplagor i tio länder. 
Faludi har även skrivit för bland annat The New York Times, The New Yorker, Esquire och The Nation. Hon deltog i feministfestivalen "Push Up" i Visby under Politikerveckan 2005.  
2008–2009 var Faludi medarbetare på Radcliffe Institute for Advanced Study.